# Kalamotí
Kalamotí (Kalamoti) är en ort i Grekland.   Den ligger i prefekturen Chios och regionen Nordegeiska öarna, i den östra delen av landet, 210 km öster om huvudstaden Aten. Kalamotí ligger 46 meter över havet och antalet invånare är 569. Den ligger på ön Chios.
Terrängen runt Kalamotí är kuperad åt nordväst, men åt sydost är den platt. Havet är nära Kalamotí åt sydost.  Närmaste större samhälle är Chios, 16,8 km nordost om Kalamotí. 